# Opatówek Wąskotorowy
Opatówek Wąskotorowy – wąskotorowa stacja kolejowa w Opatówku, w województwie wielkopolskim, w Polsce. Została zbudowana w latach 1914–1917 razem z linią do Turku. Od czerwca 2002 roku jest używana w ruchu towarowym. Należy do Kaliskiej Kolei Dojazdowej. Obecnym jej operatorem jest Stowarzyszenie Kolejowych Przewozów Lokalnych. Prowadzone są rewitalizacje linii Zbiersk-Cukrownia- Opatówek. Ukończono już rewitalizację linii Zbiersk-Cukrownia do stacji Petryki. Planowane zakończenie prac rewitalizacyjnych 2025-2026 r.